# Ronald Eric Bishop
Ronald Eric Bishop (* 27. Februar 1903 in London; † 11. Juni 1989 in St Albans), oft R. E. Bishop, war ein britischer Flugzeug-Konstrukteur. Er arbeitete ab 1921 bei der De Havilland Aircraft Company und konstruierte dort bis in die 1950er Jahre alle bedeutenden Flugzeuge dieses Herstellers, unter anderem die Mosquito und die De Havilland Comet.
Bishop wurde in Kensington, einem Stadtteil von London geboren. 1921 begann er eine Lehre bei De Havilland und arbeitete dort die nächsten 43 Jahre. Seit 1923 arbeitete im Konstruktionsbüro des Unternehmens. 1936 wurde Bishop Chefdesigner und übernahm die Nachfolge von Arthur Hagg. Das erste Flugzeug, für das er verantwortlich war, war die „De Havilland DH.95 Flamingo“ – der erste Ganzmetall-Eindecker des Unternehmens. Es konnte 17 Passagiere befördern und hatte seinen Jungfernflug am 22. Dezember 1938. Dieses Modell wurde von Winston Churchill benutzt, um in den ersten Kriegsmonaten vor Dünkirchen (Operation Dynamo) nach Frankreich zu reisen.
Die Kriegsjahre förderten die Entwicklung der Flugzeugindustrie besonders, aber auch die Jahre darauf brachte Bishop zahlreiche neue Modelle an den Start:
- 1938: De Havilland DH.95 Flamingo
- 1940: De Havilland DH.98 Mosquito
- 1943: De Havilland DH.100 Vampire
- 1944: de Havilland DH.103 Hornet
- 1945: De Havilland DH.104 Dove
- 1949: De Havilland DH.112 Venom
- 1949: de Havilland DH.106 Comet
- 1950: De Havilland DH.114 Heron
- 1951: de Havilland DH.110 Sea Vixen

## Privatleben
Bishop heiratete 1936 in Rochford  Nora Armstrong. Sie hatten zwei Söhne (einer wurde 1947 geboren). 1946 wurde Bishop mit der CBE-Ritterorden geehrt. Er lebte zuletzt in South Holme und starb im Juni 1989 im Alter von 86 Jahren in St Albans.